# Station Vayres
Station Vayres is een spoorwegstation in de Franse gemeente Vayres.